# Longpré-les-Corps-Saints
Longpré-les-Corps-Saints is een gemeente in het Franse departement Somme (regio Hauts-de-France) en telt 1650 inwoners (2005). De plaats maakt deel uit van het arrondissement Abbeville.

## Geografie
De oppervlakte van Longpré-les-Corps-Saints bedraagt 8,1 km², de bevolkingsdichtheid is 203,7 inwoners per km².

## Verkeer en vervoer
In de gemeente ligt spoorwegstation Longpré-les-Corps-Saints.
De onderstaande kaart toont de ligging van Longpré-les-Corps-Saints met de belangrijkste infrastructuur en aangrenzende gemeenten.

## Demografie
Onderstaande figuur toont het verloop van het inwonertal (bron: INSEE-tellingen).